# Stahlstadtkinder
Stahlstadtkinder ist das erste Musikalbum der Linzer Punkrockband Willi Warma, das 2008 veröffentlicht wurde. Im Juni 2024 erschien eine limitierte Auflage von 500 Exemplaren als Vinyl-Schallplatte.

## Produktion
Viele Demo-Tapes zu Liedern wurden Ende der Siebziger und Anfang der 1980er Jahre im Domino-Studio in Mauerkirchen aufgenommen. Ex-Bandmitglied Peter Donke und Hans-Peter Falkner von Attwenger trafen eine Auswahl davon für das 2008 veröffentlichte Album Stahlstadtkinder.

## Titelliste
| Nr.          | Titel                                  | Länge |
| ------------ | -------------------------------------- | ----- |
| 1.           | Stahlstadtkinder                       | 2:45  |
| 2.           | Ich sprenge alle Ketten                | 2:02  |
| 3.           | Typische Mädchen                       | 2:24  |
| 4.           | Schichtarbeiterprogramm                | 3:13  |
| 5.           | Dein Vater ist dagegen                 | 2:37  |
| 6.           | Ich geh nie wieder arbeiten            | 2:21  |
| 7.           | Blöd im Hirn                           | 2:57  |
| 8.           | Janine D                               | 2:36  |
| 9.           | Mir ist die Welt heut viel zu rund     | 1:50  |
| 10.          | Niemand hilft mir                      | 2:46  |
| 11.          | Alle wollen glücklich sein             | 3:12  |
| 12.          | Die ganze Welt tanzt so wie du         | 4:03  |
| 13.          | Stahlstadtkinder (Demo)                | 2:44  |
| 14.          | Streetcornerhero                       | 2:40  |
| 15.          | Ohne dich kann ich nicht schlafen gehn | 2:04  |
| 16.          | I Need Somebody (Live)                 | 4:01  |
| 17.          | Stahlstadtkinder (Live)                | 2:55  |
| 18.          | White Light, White Heat (Live)         | 3:34  |
| 19.          | Ich sprenge alle Ketten (Live)         | 3:02  |
| Gesamtlänge: | Gesamtlänge:                           | 54:06 |

## Hintergrund
Ich sprenge alle Ketten ist ein Cover des gleichnamigen Schlagers von  Ricky Shayne (1967), den die Band sehr oft live in einer Punk-Rock-Version gespielt hat. Der Text des Liedes Niemand hilft mir beruht auf einem Gedicht des österreichischen Dichters Konrad Bayer. Das Lied wurde später durch Ronnie Urini bekannt.

## Rezension
Werner Reiter schrieb für die österreichische Zeitschrift The Gap: „Willi Warma setzten ihr Wissen um die Quellen des Punk bewusst ein und verströmten jede Menge Glamour und Sex-Appeal.“